# Championnat de La Réunion de football 1997
Navigation
Édition précédente Édition suivante
Le Championnat de La Réunion de football 1997 était la 48e édition de la compétition qui fut remportée par la SS Saint-Louisienne.

## Classement
| Rang | Équipe                  | Pts | J  | G  | N  | P  | Bp | Bc | Diff |
| ---- | ----------------------- | --- | -- | -- | -- | -- | -- | -- | ---- |
| 1    | SS Saint-Louisienne     | 79  | 26 | 15 | 8  | 3  | 45 | 18 | +27  |
| 2    | US Stade Tamponnaise    | 73  | 26 | 13 | 8  | 5  | 40 | 27 | +13  |
| 3    | AS Marsouins (P) (C)    | 66  | 26 | 9  | 13 | 4  | 34 | 22 | +12  |
| 4    | AS Chaudron             | 66  | 26 | 11 | 7  | 8  | 41 | 34 | +7   |
| 5    | US Saint-André Léopards | 62  | 26 | 10 | 6  | 10 | 37 | 41 | -4   |
| 6    | JS Saint-Pierroise      | 61  | 26 | 9  | 8  | 9  | 40 | 35 | +5   |
| 7    | US Bénédictine          | 61  | 26 | 8  | 11 | 7  | 20 | 26 | -6   |
| 8    | SS Jeanne d'Arc         | 60  | 26 | 9  | 7  | 10 | 41 | 32 | +9   |
| 9    | SS Excelsior            | 60  | 26 | 9  | 7  | 10 | 36 | 41 | -5   |
| 10   | CS Saint-Denis (T)      | 60  | 26 | 10 | 4  | 12 | 40 | 42 | -2   |
| 11   | SS Sainte-Rosienne      | 59  | 26 | 8  | 9  | 9  | 36 | 45 | -9   |
| 12   | US Possession           | 53  | 26 | 5  | 12 | 9  | 28 | 41 | -13  |
| 13   | US Cambuston (P)        | 47  | 26 | 5  | 6  | 15 | 23 | 42 | -19  |
| 14   | CS Sainte-Marie (P)     | 45  | 26 | 3  | 10 | 13 | 22 | 47 | -25  |

|  | Champion de La Réunion et qualification pour la Ligue des Champions de la CAF 1998 |
|  | Relégation en 2e division                                                          |